# Hönsgärdet

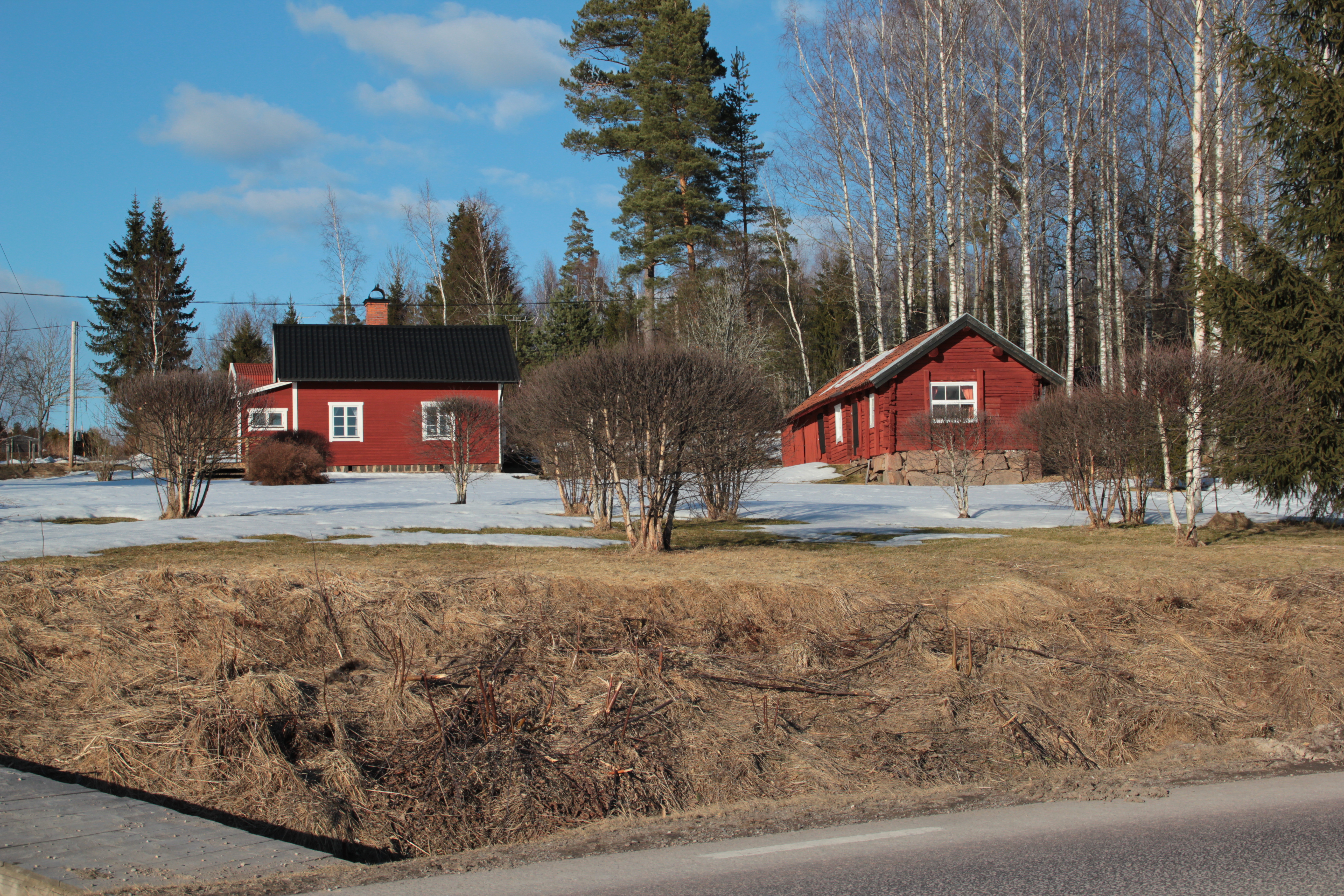
Tomt i Hönsgärdet, sedd från Länsväg 256.

Hönsgärdet är en by inom Norbergs kommun i norra Västmanland. Byn består av några jordbruk, villor och flera sommarstugor. Byn ligger nära Holmsjön, mellan Livsdal och Högfors.